# Styles Glacier
Styles Glacier är en glaciär i Antarktis. Den ligger i Östantarktis. Australien gör anspråk på området. Styles Glacier ligger 195 meter över havet.
Terrängen runt Styles Glacier är huvudsakligen bergig. Styles Glacier ligger nere i en dal. Trakten är obefolkad. Det finns inga samhällen i närheten. 